# Нормальна сім'я функцій
В математиці нормальною сім'єю функцій називається множина функцій заданих на деякому повному метричному просторі із значенням у іншому метричному просторі, для яких із кожної послідовності функцій можна вибрати підпослідовність, що буде рівномірно збіжною на всіх компактних підмножинах. Використовуючи топологічну термінологію, нормальною сім'єю є відносно компактна множина функцій щодо компактно-відкритої топології.
Поняття нормальної сім'ї функцій виникло і широко використовується у комплексному аналізі; зокрема важливими є нормальні сім'ї голоморфних і мероморфних функцій. 

## Означення для метричних просторів
Сім'я {\displaystyle S} неперервних функцій {\displaystyle f} заданих на деякому повному метричному просторі {\displaystyle X} із значеннями у повному метричному просторі {\displaystyle Y} називається нормальною  якщо кожна послідовність функцій із {\displaystyle S} містить підпослідовність, яка збігається рівномірно на компактних множинах {\displaystyle X} до неперервної функції з {\displaystyle X} у {\displaystyle Y}.  Тобто для кожної послідовності функцій з {\displaystyle S} ,існує підпослідовність {\displaystyle f_{n}(x)} і неперервна функція {\displaystyle f(x)} з {\displaystyle X} у {\displaystyle Y}, такі що для кожної компактної підмножини {\displaystyle K} у {\displaystyle X}:
{\displaystyle \lim _{n\rightarrow \infty }\sup _{x\in K}d_{Y}(f_{n}(x),f(x))=0}
де {\displaystyle d_{Y}(y_{1},y_{2})} є метрикою повного метричного простору {\displaystyle Y}.

## Нормальні сім'ї у комплексному аналізі

### Голоморфні функції і відображення
Нехай {\displaystyle \mathbb {C} ^{n},\mathbb {C} ^{m}} — багатовимірні комплексні простори із стандартною метрикою заданою евклідовою нормою. Тобто, якщо {\displaystyle z=(z_{1},...,z_{n})} і {\displaystyle w=(w_{1},...,w_{n})} дві точки простору {\displaystyle \mathbb {C} ^{n}} то {\displaystyle d(z,w)={\sqrt {\sum _{i=1}^{n}(z_{i}-w_{i})({\overline {z_{i}-w_{i}}})}}}.
Нехай {\displaystyle S} — деяка сім'я голоморфних відображень з {\displaystyle \mathbb {C} ^{n}} у {\displaystyle \mathbb {C} ^{m}}, тобто композиція цих відображень із координатними функціями є голоморфними функціями багатьох комплексних змінних. 
Сім'я відображень {\displaystyle S} називається нормальною, якщо у вказаних метриках довільна послідовність відображень з цієї сім'ї містить підпослідовність, що збігається рівномірно на компактах. В цьому випадку граничним відображенням теж є голоморфне відображення. Тому означення нормальної сім'ї можна сформулювати по-іншому: 
нормальна сім'я голоморфних відображень в області — сім'я {\displaystyle S} голоморфних відображень {\displaystyle f(z)} комплексних змінних {\displaystyle z=(z_{1},...,z_{n})} в області {\displaystyle D} простору {\displaystyle \mathbb {C} ^{n},\;n\geqslant 1}, така, що з будь-якої послідовності відображень з {\displaystyle S} можна виділити підпослідовність {\displaystyle \{f_{\nu }(z)\}}, що рівномірно збігається на компактних підмножинах {\displaystyle D} до голоморфного відображення.
Сім'я {\displaystyle S} називається нормальною сім'єю в точці {\displaystyle z_{0}\in D}, якщо {\displaystyle S} є нормальною в деякій кулі з центром в точці {\displaystyle z_{0}}. Сім'я {\displaystyle S} є нормальною в області {\displaystyle D} тоді і тільки тоді, коли вона є нормальною в кожній точці {\displaystyle z_{0}\in D}. Будь-яка компактна сім'я голоморфних функцій є нормальною; обернене твердження є невірним.
Одним з головним критерієм нормальності у цьому випадку є теорема Монтеля:
Нехай  {\displaystyle S} — сім'я голоморфних відображень на відкритій підмножині {\displaystyle U\subseteq \mathbb {C} ^{n}}. Якщо всі ці відображення є обмежені на компактах, тобто для кожної компактної підмножини {\displaystyle K\subseteq U} існує дійсне число {\displaystyle M=M_{K}}, таке що для всіх {\displaystyle z\in K} і всіх {\displaystyle f_{\alpha }\in S} справедливою є нерівність {\displaystyle |f_{\alpha }(z)|\leqslant M}, де норма є евклідовою нормою простору {\displaystyle \mathbb {C} ^{m}}. Тоді сім'я функцій {\displaystyle S} є нормальною.

### Голоморфні функції із сферичною метрикою
Іншим важливим випадком при вивченні голоморфних функцій є коли на комплексній площині задана сферична або хордальна метрики. Ці метрики задаються на розширеній комплексній площині і завдяки її інтерпретації як сфери (сфери Рімана) через стереографічну проєкцію. Тоді для двох точок {\displaystyle z_{1},z_{2}} розширеної комплексної площини у хордальній метриці відстань {\displaystyle \xi (z_{1},z_{2})} дорівнює евклідовій відстані між цими точками як точками на сфері Рімана у тривимірному просторі, а у сферичній метриці відстань {\displaystyle \rho (z_{1},z_{2})} — довжині коротшої дуги великого кола на сфері, що сполучає ці дві точки. Оскільки для довільних точок {\displaystyle \xi (z_{1},z_{2})\leqslant \rho (z_{1},z_{2})\leqslant {\frac {\pi }{2}}\xi (z_{1},z_{2})} то для поняття рівномірної збіжності вони є еквівалентними. Для точок {\displaystyle z_{1},z_{2}\in \mathbb {C} } хордальну метрику можна записати як:
{\displaystyle \xi (z_{1},z_{2})={\frac {|z_{1}-z_{2}|}{{\sqrt {1+|z_{1}|^{2}}}{\sqrt {1+|z_{2}|^{2}}}}}}.
У випадку коли одна з точок рівна нескінченності {\displaystyle \xi (z_{1},\infty )={\frac {1}{\sqrt {1+|z_{1}|^{2}}}}}.
Сім'я функцій {\displaystyle S} голоморфних в області в області {\displaystyle D} простору {\displaystyle \mathbb {C} ^{n},\;n\geqslant 1} називається нормальною, якщо з сферичною (чи еквівалентно хордальною) метрикою довільна послідовність функцій з цієї сім'ї містить підпослідовність, що збігається рівномірно на компактах. 
Еквівалентно можна дати означення: нормальна сім'я голоморфних функцій в області — сім'я {\displaystyle S} однозначних голоморфних функцій {\displaystyle f(z)} комплексних змінних {\displaystyle z=(z_{1},...,z_{n})} в області {\displaystyle D} простору {\displaystyle \mathbb {C} ^{n},\;n\geqslant 1}, така, що з будь-якої послідовності функцій з {\displaystyle S} можна виділити підпослідовність {\displaystyle \{f_{\nu }(z)\}}, що рівномірно на компактах у {\displaystyle D} до голоморфної функції або до нескінченності. При цьому, за визначенням, підпослідовність {\displaystyle \{f_{\nu }(z)\}} рівномірно збігається на компактах у {\displaystyle D} до нескінченності, якщо для будь-яких компакта {\displaystyle K\subset D} і числа {\displaystyle M>0} можна вказати такий номер {\displaystyle N=N(K,M)}, що  {\displaystyle |f_{\nu }(z)|>M} для всіх {\displaystyle \nu >M,z\in K}.
Очевидно, що це означення нормальної сім'ї голоморфних функцій є ширшим, ніж попереднє і для нього теж виконується теорема Монтеля. Також аналогічно до попереднього вводиться поняття нормальності у точці. 
Друга теорема Монтеля або фундаментальний критерій нормальності:
Якщо для сім'ї {\displaystyle S} голоморфних функцій в області {\displaystyle D\subset \mathbb {C} ^{n}} жодна з функцій {\displaystyle f(z)\in S} не є рівною деяким двом значенням, то {\displaystyle S} є нормальною сім'єю в {\displaystyle D}.  Ця ознака нормальності сім'ї значно спрощує дослідження голоморфних функцій в околі істотно особливої точки.

### Мероморфні функції
Оскільки сферична і хордальна метрики визначені для розширеної комплексної площини (сфери Рімана), то попереднє означення має зміст і для мероморфних функцій.
Сім'я функцій {\displaystyle S} мероморфних в області {\displaystyle D\subset \mathbb {C} } називається нормальною, якщо з сферичною (чи еквівалентно хордальною) метрикою довільна послідовність функцій з цієї сім'ї містить підпослідовність, що збігається рівномірно на компактах. 
Еквівалентно {\displaystyle S} є нормальною сім'єю мероморфних функцій в {\displaystyle D}, якщо з будь-якої послідовності функцій з {\displaystyle S} можна виділити підпослідовність {\displaystyle \{f_{\nu }(z)\}}, що збігається рівномірно на компактах у {\displaystyle D} до мероморфної функції {\displaystyle f(z)} або до нескінченності. При цьому, за визначенням, {\displaystyle \{f_{\nu }(z)\}} збігається до {\displaystyle f(z)} рівномірно всередині {\displaystyle D}  (випадок {\displaystyle f(z)\equiv \infty } включається), якщо для будь-яких компакта {\displaystyle K\subset D} і числа {\displaystyle \epsilon >0} існують номер {\displaystyle N=N(\epsilon ,K)} і круг {\displaystyle B=B(z_{0},r)} радіуса {\displaystyle r=r(\epsilon ,K)} з центром в будь-якій точці {\displaystyle z_{0}\in K} такі, що при {\displaystyle \nu >N} виконується {\displaystyle |f_{\nu }(z)-f(z)|<\epsilon ,\;z\in B},
коли {\displaystyle f(z_{0})\neq \infty }, або 
{\displaystyle \left|{\frac {1}{f_{\nu }(z)}}-{\frac {1}{f(z)}}\right|<\epsilon ,\;z\in B}
коли {\displaystyle f(z_{0})=\infty }. 
Друга теорема Монтеля або фундаментальний критерій нормальності:
Якщо для сім'ї {\displaystyle S} мероморфних функцій в області {\displaystyle D\subset \mathbb {C} }  ні одна з функцій {\displaystyle f(z)\in S} не є рівною деяким трьох значенням, то {\displaystyle S} є нормальною сім'єю. 
Теорема Марті
Сім'я {\displaystyle S} мероморфних функцій є нормальною сім'єю в області {\displaystyle D\subset \mathbb {C} } тоді і тільки тоді, коли
{\displaystyle \sup _{z\in K}\{\rho (f(z)):f(z)\in S\}<\infty }
на кожному компакті {\displaystyle K\subset D}, де :{\displaystyle \rho (f(z))={\frac {|f'(z)|}{1+|f(z)|^{2}}}} — так звана сферична похідна функції {\displaystyle f(z)}.
Лема Зальцмана
Сім'я {\displaystyle S} мероморфних функцій в області {\displaystyle D\subset \mathbb {C} } не є нормальною сім'єю тоді і тільки тоді коли існують такі числа {\displaystyle z_{n}\in D} дійсні числа {\displaystyle r_{n}>0}, що збігаються до нуля і функції {\displaystyle f_{n}\in S} для яких функції визначені як {\displaystyle g_{n}(\alpha )=f_{n}(z_{n}+r_{n}\alpha )} збігаються на комплексній площині рівномірно на компактах (у сферичній чи хордальній метриці) до мероморфної функції {\displaystyle g(\alpha )}, що не дорівнює константі і для якої сферична похідна завжди не більша 1 і дорівнює 1 в точці 0.
Теорема Ройдена
Нехай {\displaystyle S} — сім'я мероморфних функцій в області {\displaystyle D\subset \mathbb {C} } і {\displaystyle \psi (t)} — зростаюча функція де {\displaystyle t\geqslant 0}. Якщо для всіх {\displaystyle f\in S} і {\displaystyle z\in D} виконується нерівність {\displaystyle |f'(z)|\leqslant \psi (|f(z)|)}, то {\displaystyle S} є нормальною сім'єю в області {\displaystyle D}.